# Nationella folkkongressen
Nationella folkkongressen (kinesiska: 全国人民代表大会) är det högsta lagstiftande organet i Folkrepubliken Kina.

## Historia
Folkrepubliken Kinas konstitution från 1954 inrättade Nationella folkkongressen som landets lagstiftande församling, en funktion som Kinesiska folkets politiskt rådgivande konferens tidigare innehaft. Den första folkkongressen sammanträdde den 27 september 1954.
Sedan kalla krigets slut har Nationella folkkongressen åtnjutit något större parlamentarisk självständighet än tidigare och röstar inte alltid igenom lagförslag med lika överväldigande majoritet som förr. Under 1990-talet hände det att lagförslag och kandidater nominerade till särskilda ämbeten fått under 70% stöd vilket sågs som mycket förödmjukande. Sedan dess har man både fördröjt och tvingat centralregeringen modifiera lagförslag åtskilliga gånger.

## Sammansättning och befogenheter
Nationella folkkongressen väljer Folkrepubliken Kinas president och måste även godkänna dennes val av premiärminister. Även premiärministerns förslag till medlemmar i Statsrådet, Kinas centralregering, måste godkännas i parlamentet.
Även om Folkkongressen är Kinas lagstiftande församling, så utformas politik ytterst av Kinas kommunistiska parti och Folkkongressens möjligheter att gå emot partiets politik är begränsade. Folkkongressen håller inga öppna debatter under de två veckor långa plenarsessionerna.
Enligt konstitutionens artikel 67 är det Nationella folkkongressens ständiga utskott, och inte Folkets högsta domstol, som har rätt att tolka konstitutionen.

### Val
Den nuvarande Nationella folkkongressen har 2987 ledamöter som utses genom indirekta val; ledamöterna väljs av församlingar på provinsnivå som i sin tur väljs av en serie församlingar på allt lägre nivå tills man når lokala församlingar som väljs direkt av folket. Sedan parlamentsvalet 2008 tillhör 2099 av ledamöterna Kinas kommunistiska parti och 888 tillhör de s.k. demokratiska partierna som i realiteten är stödpartier. Mandatperioden är fem år och en ledamot får sitta i maximalt tio år.

## Organisation och utskott
Förutom under de tvåveckorssessioner varje år då samtliga ledamöter sammanträder övertas de ordinarie uppgifterna av Nationella folkkongressens ständiga utskott, i stil med Högsta sovjets presidium i Sovjetunionen. Ordföranden för det ständiga utskottet är den högst rankade ämbetsmannen i parlamentet och utses för femåriga mandatperioder. Det ständiga utskottet har 150 ledamöter och leds av sedan 2023 av Zhao Leji.
Under de två organen finns följande utskott och avdelningar:
- Allmänna kontoret
- Sekretariatet
- Behörighetsutskottet
- Utskottet för granskning av motioner
- Utskottet för etniska ärenden
- Lagutskottet
- Finans- och ekonomiutskottet
- Utrikesutskottet
- Utskottet för utbildning, vetenskap, kultur och folkhälsa
- Utskottet för interna och rättsliga frågor
- Utskottet för utlandskineser
- Utskottet för lagstiftningsärenden
- Utskottet för efterforskningar i särskilda frågor
- Utskottet för konstitutionell revision

## Ordförande i nationella folkkongressens ständiga utskott
1. Liu Shaoqi (1954-1959)
2. Zhu De (1959-1976)
3. Song Qingling (1976-1978)
4. Ye Jianying (1978-1983)
5. Peng Zhen (1983-1988)
6. Wan Li (1988-1993)
7. Qiao Shi (1993-1998)
8. Li Peng (1998-2003)
9. Wu Bangguo (2003-2013)
10. Zhang Dejiang (2013-2018)
11. Li Zhanshu (2018-2023)
12. Zhao Leji (2023- )

## Småpartierna i "Folkets demokratiska enhetsfront"
Förutom Kinas kommunistiska parti finns ett antal småpartier representerade i Folkkongressen. Samarbetet med dem regleras av Centrala avdelningen för enhetsfronten, en avdelning som lyder under Kommunistpartiets centralkommitté.
- Kuomintangs revolutionära kommitté  (Zhongguo Guomindang Geming Weiyuanhui)
- Kinas demokratiska förbund (Zhongguo Minzhu Tongmeng)
- Kinas demokratiska sällskap för nationell uppbyggnad (Zhongguo Minzhu Jianguo Hui)
- Kinas sällskap för främjande av demokratin  (Zhongguo Minzhu Cujin Hui)
- Kinas demokratiska bonde- och arbetarparti  (Zhongguo Nonggong Minzhu Dang)
- Kinas parti för allmänintresset  (Zhongguo Zhi Gong Dang)
- Tredje september-sällskapet  (Jiu San Xueshe)
- Taiwans förbund för demokratiskt självstyre (Taiwan Minzhu Zizhi Tongmeng)